# うまんちゅ
『うまんちゅ』は、関西テレビ制作により2012年から放送されている、中央競馬を題材にしたバラエティ番組。日本中央競馬会（JRA）の一社提供。
番組のテーマは「競馬でアナタを口説きます!」。放送開始から2022年3月までは『うまンchu』のタイトルで放送されていたが、同4月より表記が全て平仮名の『うまんちゅ』に改題され放送している。

## 概要
関西テレビは、2002年10月にキー局・フジテレビジョン制作の『あしたのG』に呼応する関西ローカル番組として『サタうま!』を開始、1年経過してから西日本エリアで競馬中継を制作する東海テレビ放送、テレビ西日本と中四国地方の基幹局であるテレビ新広島にもネットを拡大し、2011年のクリスマスの未明まで放送してきた。枠とネットワークとしてはこれを引き継ぐものであるが、内容はがらりと変わった。
『サタうま!』が重賞展望を中心とし、バラエティー色を抑えた作りとなっていたのに対し、『うまンchu♥』ではサブタイトルの通り、競馬ファン（特に女性）の拡大に努めることを重きとし、毎回ゲスト（開始当初は女性タレント・女優が主であったが、程なく男性ゲスト<特にお笑い系>が出演する機会が増えた）に迎えて、初心者にもわかりやすい競馬情報を届けていくほか、バラエティー色を前面に押し出した新たなコーナーも展開させている。また中央競馬（主に栗東トレーニングセンター所属）騎手をゲストに招くことがあるが、騎手はレースの前日から外部接触が規制されるため、前番組のような当日の撮って出しではなく、週の中間の事前収録であることが多い。
進行役については『サタうま!』からの継続でシャンプーハットが務めるが、共演者は一新。『サタうま!』晩期、“競馬芸人”として出演していた若手お笑いタレントの中から、馬券実績・競馬への愛着度・品行などの総合判断により選ばれた。また、『サタうま!』では出演していた競馬取材記者は、この番組ではレギュラーとしては登場しない。
毎年3月最終土曜日の「ドバイワールドカップ」開催時、カンテレ以外の当番組ネット局を含むフジネットワーク加盟各局は、フジテレビから『馬好王国〜UmazuKingdom〜（2017-2023年）』、『ウマウマ! 〜アノミズキのビギナー育成TV〜（2024年 同年は『S-PARK』とのコラボ回）』、『うまレボ!』（2025年 同年も『すぽると!』とのコラボ回）』からスピンオフされた特別番組で現地からの衛星生中継を行うが、カンテレのみは当番組を下地として、放送翌日（日付上は当日）午後のGI競走の展望を絡ませた特別生放送が行われ、実況もカンテレ独自にオフチューブで行われている（但し、ドバイワールドカップの手前に行われるGI競走は当日の最終版スポーツニュース枠を利用してフジテレビからの同時ネットになっている）。

## 年末特番の対応について
2012年から関西テレビで放送されていた中央競馬の回顧番組「今年の中央競馬」シリーズは、当番組をベースとしたものとなっていた。これは前年・2011年まで行っていた「さんま・清の夢競馬」が終了したことに伴うもので、2012年は12月30日深夜（12月31日未明1:25-2:20）に「ボクらの競馬新書～2012年競馬芸人がアツくなった瞬間」というテーマで放送された。
2018年からは「今年の中央競馬」シリーズを発展的解消する形で番組の内容を一新し、同年から放送を開始した麒麟・川島明と千鳥・ノブが競馬について語り合うミニ番組「川島＆ノブ ウダ馬なし」の年末特番「川島＆ノブ 夢ウダ馬なし」が放送されている。

## スタッフ
2024年7月現在
- 構成：佐久間貴司
- ディレクター：山本倫久、吉川雄登
- チーフディレクター：山内瑛介
- プロデューサー：笹岡裕
- 技術協力：ウエストワン、大阪共立、タイトルエイト
- 制作協力：吉本興業、サンケイスポーツ
- 制作：カンテレ コンテンツ統括本部[注釈 5] スポーツ局 スポーツ部 競馬班
- 制作著作：カンテレ（関西テレビ放送）

### 過去のスタッフ
- プロデューサー：澤田淳司、片山健太、藤原陸

## 放送時間・ネット局
| 放送対象地域 | 放送局                | 放送時間                               | 備考             |
| ------------ | --------------------- | -------------------------------------- | ---------------- |
| 近畿広域圏   | 関西テレビ放送（KTV） | 原則日曜 1:15 - 1:45 （JST、土曜深夜） | 制作局           |
| 中京広域圏   | 東海テレビ放送（THK） | 原則日曜 1:15 - 1:45 （JST、土曜深夜） |                  |
| 福岡県       | テレビ西日本（TNC）   | 原則日曜 1:15 - 1:45 （JST、土曜深夜） |                  |
| 広島県       | テレビ新広島（tss）   | 原則日曜 1:15 - 1:45 （JST、土曜深夜） | 競馬中継非制作局 |

土曜ゴールデン・プライムタイムの編成枠が拡大した場合はその分繰り下げられる。ドバイワールドカップがあるときは関西テレビのみの放送となる（東海テレビ、テレビ西日本、テレビ新広島では通常放送されていないフジテレビの『みんなのKEIBA』の出演者・スタッフによる特別番組となる。）。

## レギュラー出演者
スタジオレギュラー
- 浅越ゴエ - スタジオ進行を担当。
- シャンプーハット（恋さん・てつじ） - 前身番組『サタうま!』から引き続きレギュラーを務めている。
- ギャロップ・林健 - ミサイルマンとのレギュラー争奪バトルに敗北したため（後述）準レギュラー（見習い扱い）に降格していたが、後にレギュラーに復帰。当番組では「林タケシ」と表記されている。
- ビタミンS・お兄ちゃん - 「THE馬券生活」唯一の達成者。
- ミサイルマン - 2012年12月15日放送のレギュラー争奪バトルでギャロップ林に勝利し昇格。
- カベポスター - 2023年から出演。2025年4月現在は浜田のみの出演。（以前は永見も出演していた）

スタジオ解説
- 安藤勝己（元騎手、競馬解説者）
- 細江純子（元騎手、競馬解説者）
- 津田照之（競馬エイト）
- 高橋賢司（競馬エイト）
- 坂本和也（競馬エイト）
- 辻三蔵（レーシングライター）
- 三浦凪沙（サンケイスポーツ）

## 過去の出演者
レギュラー・準レギュラー
- 千鳥・ノブ - 2012年12月22日放送の回をもって活動拠点を東京に移すため降板。→馬好王国〜UmazuKingdom〜準レギュラー。
- モストデンジャラス・キバ - 2016年4月30日をもってコンビを解散、芸能界を引退したことに伴い卒業。
- かまいたち・山内健司（2014年4月19日 - 2018年3月17日） - 千鳥・ノブと入れ替わる形で準レギュラーとなる。東京進出に伴い、2018年3月をもって卒業。
- 霜降り明星（2018年4月7日 - 2019年9月21日） - かまいたち・山内健司と入れ替わる形で準レギュラーとなる。東京進出に伴い、2019年9月をもって卒業。
- 見取り図
- コウテイ - 2023年1月31日をもってコンビを解散したことに伴い卒業。
- 月亭八光 - 2013年から出演していたが、2024年3月3日・10日放送のレギュラー争奪バトルに敗北したため、3月24日の放送をもって卒業。
- 清水けんじ
- 野呂佳代

コーナーレギュラー
- 天童なこ

## 主な企画
- 「THE馬券生活」

「人は、馬券の払い戻しだけで生活できるか?」というテーマを掲げた企画。基本的ルールは1ヶ月間の給料全てを軍資金として馬券を購入し、的中させた払い戻しのみで食費・家賃・光熱費などを賄っていく。3ヶ月継続できたら「達成」となる。1ヶ月終了時点、2ヶ月終了時点で設定金額をクリア出来なければ強制終了となるため非常にハードルが高く、達成者は2012年に挑戦したビタミンS・お兄ちゃんの1名のみである。
- 「ミッション馬券ポッシブル」

前身番組サタうま!で行われていた「お願い!夢馬券」の後継企画。シャンプーハットが視聴者の願いを叶えるため、番組の予算で馬券勝負に挑む。元手は1万円～3万円の間で、ダーツにより決定。勝負できるのは最大3レースまでで、元手の2倍を超えた場合ストップすることもできる。後にミサイルマンが「助太刀致すぞ!おぬしの夢馬券」というタイトルでコーナーを引き継いだ。
- 「栗東トレセン24時」

ミサイルマン・岩部彰が栗東トレーニングセンターにてGIなど日曜に行われる重賞（スタジオで予想するレースが対象）に出走する有力馬及び有力馬の関係者（調教師、騎手）に密着したレポートを紹介する。基本は岩部1人での取材となるが、うまんちゅメンバーが同行することもある。2020年にコロナ禍に見舞われて以降はリモートでの取材となっていたが、2023年5月20日の放送（オークス開催週）から栗東トレセンでの取材が再開された。
- 「全日本大学競馬ダービー」

毎年7月下旬から8月初めにかけて3-4回程度連続放送される。大学生の競馬サークル（同好会）のメンバーが、競馬に関する知識を競うクイズや、実際に馬券を購入し、その回収率を競うコンクールの模様を放送する。基本的にはこの番組が放送される西日本の大学が中心だが、関東からの参加校もある。
- 「歌って踊れて馬券を当てる“馬ドル”育成プロジェクト」

競馬はおじさんだけのものではないと、競馬に興味のなかった女子が一から勉強し、競馬予想のできるアイドルを目指す。グループ名は「VIVAJO8（美馬女エイト）」に決定。

## VIVAJO8
VIVAJO8（ビバジョエイト）は、関西テレビ・競馬バラエティー番組『うまンchu♡』番組内にて誕生した日本の女性ユニット。「VIVAJO（ビバジョ）」は「美馬女」から、「8（エイト）」は関西テレビ「8ch」から名付けられた。
2017年6月、『うまンchu♡』番組内で新たなプロジェクトとして「うまンchu♡女子校(仮)」と題し、新たに「“うまドル”育成事業」を開始すると発表。テーマは「歌って、踊れるUMAJO育成」。 関西テレビなんでもアリーナにて行われた最終オーディションにてメンバーを選出。グループ名「VIVAJO8（ビバジョエイト）」を発表。
事務所はワオ・エージェンシー。
番組を通じて、競馬ファンや競馬を知らない人に、競馬の魅力を伝える。また、アーティストとして競馬場などでのライブイベントのステージに立ち、「歌って、踊って、馬券を“当てる”」ユニットとして活動を開始した。番組へは、準レギュラーで出演している。ミサイルマン・岩部彰が「影のプロデューサー Mr.A」となり、ユニット強化に努める。
活動開始から約3ヶ月後の12月24日には、阪神競馬場のライブイベントにて正式デビューを果たす。
2018年2月より、定期ライブ『VIVAJO8ライブ＆競馬予想トーク』を関西テレビアトリウムにて開催開始。5月には、大阪城音楽堂にて開催された『UniversityMusicFesta2018大阪』でフェス初出演を果たす。
5月11日、デビューシングル『VIVA JOY』をリリース。『うまンchu♡』エンディングテーマ曲に起用。『VIVA JOY』をひっさげ京都競馬場などでリリース記念イベントを行った。
7月には、ユニット強化のため新メンバーオーディションを開催。 翌月、関西テレビアトリウムにて行われた『VIVAJO8新メンバー最終公開オーディション』にて、藤井桃香、藤本佳恵、堀池愛香、牟田理恵の4名が選出された。
9月23日放送の『うまンchu♡』にて、黒沢綾佳、志田原莉咲、瀬戸野愛、花田佳世、藤田唯花、村田明穂の6名が卒業を発表。同日の放送には4名の新メンバーが初出演し、新生VIVAJO8として6名での活動がスタート。
初のJRA主催で開催された、「JBC競走（同年11月4日）」ではPR隊を務めた。（日刊スポーツ、大阪スポーツ、サンケイスポーツ、スポーツニッポン、デイリースポーツ、スポーツ報知）
サンケイスポーツ新聞「有馬記念企画」で松井リオと山本麻衣が一面に掲載され、「第63回 有馬記念」当日の12月23日には、阪神競馬場にて『VIVAJO8競馬場ライブ＆有馬記念予想トーク』を実施。翌12月24日、デビュー1周年を迎えた。
2019年4月より、『VIVA JOY』に引き続きグループとして7作目となる『直進前進☆全力ギャロップ』が『うまンchu♡』エンディングテーマ曲に起用。
5月24日には、初のライブハウス公演となる『VIVAJO8 LIVEダービー』を道頓堀ZAZA HOUSEにて開催。200枚のチケットが完売し、ゲスト出演していたMr.A（ミサイルマン・岩部彰）により『2ndシングル』の発売が発表された。
全4曲を収録した待望の2ndシングル『直進前進☆全力ギャロップ』を8月9日リリース。CDジャケットは、大阪市の松井一郎市長の姪である松井リオによって描かれた。 大阪、神戸にて行ったリリース記念イベントは4日間連続 全7公演。
また、山口県ウインズ小郡にて開催された『JRAアニバーサリートークショー in ウインズ小郡』に藤井桃香と堀池愛香が出演し、関西以外へ活動の場を広げた。
10月、『VIVAJO8新メンバーオーディション2019』にて選出された池島すわん、辰己知里が加入。
11月には、『猪又進と8人の喪女〜私の初めてもらってください〜』第4話、第6話に出演。第6話では「VIVAJO8役」として持ち歌パフォーマンスを披露している。
12月24日のデビュー2周年を記念し、阪神競馬場にて『VIVAJO8デビュー2周年記念 スペシャルライブ&無料握手会』を実施、また、道頓堀ZAZA(HOUSE)にて『VIVAJO8 LIVEダービー～ビバちゅわん今宵はバースデイ～』を開催。
2020年9月27日に『うまンchu♡』番組エンディングで放送されたスタジオライブを以って活動を終了、解散した。

### メンバー

#### 現メンバー
| カラー         | 名前         | 読み            | 誕生日   | 活動期間    |
| -------------- | ------------ | --------------- | -------- | ----------- |
| VIVAJOホワイト | 池島 すわん  | イケジマ スワン | 9月18日  | 2019年10月- |
| VIVAJOレッド   | 松井 リオ    | マツイ リオ     | 12月15日 | 2017年9月-  |
| VIVAJOイエロー | モモカパンチ | モモカパンチ    | 2月2日   | 2018年9月-  |
| VIVAJOグリーン | 堀池 愛香    | ホリイケ アイカ | 3月21日  | 2018年9月-  |
| VIVAJOオレンジ | 藤本 佳恵    | フジモト カエ   | 4月30日  | 2018年9月-  |

#### 元メンバー
- 1枠 白：黒沢 綾佳（2017年9月-2018年9月）
- 2枠 黒：瀬戸野 愛（2017年9月-2018年9月）
- 4枠 青：村田 明穂（2017年9月-2018年9月）
- 5枠 黄：花田 佳世（2017年9月-2018年9月）
- 6枠 緑：志田原 莉咲（2017年9月-2018年9月）
- 7枠 オレンジ：藤田 唯花（2017年9月-2018年9月）
- 8枠 ピンク：山本 麻衣（2017年9月-2019年8月）
- VIVAJOブルー：牟田理恵（2018年9月-2019年12月）

### 楽曲
| 『VIVA JOY』                | 2018年5月リリース | 「うまンchu♡」エンディングテーマ曲起用  |
| 『Aceを狙え!!』             | 2018年5月リリース | 『VIVA JOY』カップリング                |
| 『V8音頭』                  | 2018年5月リリース | 『VIVA JOY』カップリング                |
| 『ブラッドライン』          | 2018年6月発表     |                                         |
| 『8ce number』              | 2018年7月発表     |                                         |
| 『一番人気に勝ったら』      | 2018年11月発表    |                                         |
| 『直進前進☆全力ギャロップ』 | 2019年8月リリース | 「うまンchu♡」エンディングテーマ曲起用  |
| 『VIVAShow!!!』             | 2019年8月リリース | 『直進前進☆全力ギャロップ』カップリング |
| 『ブッチギリCrazy』         | 2019年8月リリース | 『直進前進☆全力ギャロップ』カップリング |
| 『僕らのミライ』            | 2020年7月配信     | 「うまンchu♡」エンディングテーマ曲起用  |

### 出演

#### イベント

##### 2017年
- 9月17日：『競馬BEAT&うまンchu♡コラボスペシャルトーク』（松井リオ、黒沢綾佳）（阪神競馬場）
- 12月24日：『VIVAJO8デビューライブ&有馬記念予想トーク』（阪神競馬場）

##### 2018年
- 2月17日：『VIVAJO8ライブ&フェブラリーステークス予想トーク』（関西テレビアトリウム）
- 3月24日：『VIVAJO8ライブ&高松宮記念予想トーク』（関西テレビアトリウム）
- 4月7日：『VIVAJO8ライブ&桜花賞予想トーク』（関西テレビアトリウム）
- 4月28日：デビューシングル『VIVA JOY』発売記念予約会（TSUTAYA EBISUBASHI）
- 5月3日：『UniversityMusicFesta2018大阪』（大阪城音楽堂）
- 5月4日：『VIVA JOY』発売記念予約会（関西テレビアトリウム）
- 5月5日：『VIVA JOY』発売記念予約会（HMV グランフロント大阪店）
- 5月11日：『VIVA JOY』リリース記念イベント（HMV グランフロント大阪店）
- 5月12日：『VIVA JOY』リリース記念イベント（関西テレビアトリウム）
- 5月13日：『VIVA JOY』リリース記念イベント（京都競馬場）
- 5月14日：『VIVA JOY』リリース記念イベント（松井リオ、山本麻衣、黒沢綾佳）（TSUTAYA EBISUBASHI）
- 5月18日：『VIVA JOY』リリース記念イベント（TSUTAYA EBISUBASHI）
- 6月17日：『競馬BEAT&うまンchu♡コラボスペシャルトーク』（松井リオ、瀬戸野愛）（阪神競馬場）
- 6月23日：『VIVAJO8ライブ&宝塚記念予想トーク』（関西テレビアトリウム）
- 7月14日：『VIVAJO8ライブ&函館記念予想トーク』（関西テレビアトリウム）
- 7月28日：『VIVAJO8ライブ&アイビスサマーダッシュ予想トーク』（関西テレビアトリウム）
- 9月16日：『競馬BEAT&うまンchu♡コラボスペシャルトーク』（松井リオ、山本麻衣）（阪神競馬場）
- 10月26日：『そのだ金曜ナイター』（園田競馬場）
- 10月27日：『VIVAJO8新メンバーお披露目ライブ&天皇賞（秋）予想トーク』（関西テレビアトリウム）
- 10月28日：『ウインズ難波 VIVAJO8トークショー』（ウインズ難波）
- 11月10日：神戸大学『六甲祭』（神戸大学）
- 11月23日：『VIVAJO8ライブ&ジャパンカップ予想トーク』（関西テレビアトリウム）
- 12月8日：『VIVAJO8ライブ&阪神ジュベナイルフィリーズ予想トーク』（関西テレビアトリウム）
- 12月23日：『競馬BEAT&うまンchu♡コラボスペシャルトーク』（松井リオ、藤井桃香）（阪神競馬場）
- 12月23日：『VIVAJO8競馬場ライブ&有馬記念予想トーク』（阪神競馬場）
- 12月24日：『VIVAJO8デビュー1周年記念ライブ＆競馬トーク』（関西テレビアトリウム）

##### 2019年
- 1月12日：『VIVAJO8年初めライブ&日経新春杯予想トーク』（関西テレビアトリウム）
- 1月26日：『VIVAJO8ライブ&シルクロードステークス予想トーク』（関西テレビアトリウム）
- 2月16日：『VIVAJO8ライブ&フェブラリーステークス予想トーク』（関西テレビアトリウム）
- 3月2日：『VIVAJO8ライブ&弥生賞予想トーク』（関西テレビアトリウム）
- 3月23日：『VIVAJO8ライブ&高松宮記念予想トーク』（関西テレビアトリウム）
- 4月6日：『VIVAJO8ライブ&桜花賞予想トーク』（関西テレビアトリウム）
- 5月24日：『VIVAJO8 LIVEダービー』（道頓堀ZAZA HOUSE）（チケット soldout）
- 6月9日：『競馬BEAT&うまンchu♡スペシャルトーク』（松井リオ、山本麻衣）（阪神競馬場）
- 6月23日：『VIVAJO8 宝塚記念予想＆鑑賞会』
- 8月9日：2ndシングル『直進前進☆全力ギャロップ』リリースイベント（HMV&BOOKS SHINSAIBASHI）
- 8月10日：『直進前進☆全力ギャロップ』リリースイベント（HMV グランフロント大阪店）
- 8月11日：『直進前進☆全力ギャロップ』リリースイベント（関西テレビアトリウム）
- 8月12日：『直進前進☆全力ギャロップ』リリースイベント（HMV 三宮オーパ店）
- 9月1日：『なんでもeフェス』（関西テレビ）
- 9月15日：『競馬BEAT&うまンchu♡スペシャルトーク』（松井リオ、牟田理恵）（阪神競馬場）
- 9月15日：『JRAアニバーサリートークショー in ウインズ小郡』（藤井桃香、堀池愛香）（ウインズ小郡）
- 9月29日：『VIVAJO8 握手会&ミニ予想会』（阪神競馬場）
- 10月19日：『京都国際映画祭2019』（岡崎公園）
- 10月24日：『びばうま会議～天皇賞(秋)予想～』（シアターセブン）
- 11月2日：『FAMTiME!～FAM!FAN!FUN!～』（大阪城音楽堂）
- 11月28日：『びばうま会議～チャンピオンズカップ予想～』（シアターセブン）
- 12月20日：『びばうま会議～有馬記念予想～』（シアターセブン）
- 12月22日：『競馬BEAT&うまンchu♡コラボスペシャルトーク』（モモカパンチ、堀池愛香）（阪神競馬場）
- 12月22日：『VIVAJO8デビュー2周年記念 スペシャルライブ&無料握手会』（阪神競馬場）
- 12月26日：『VIVAJO8 LIVEダービー～ビバちゅわん今宵はバースデイ～』（道頓堀ZAZA HOUSE）（チケット soldout）

##### 2020年
- 1月31日：『びばうま会議～2020年の競馬界を徹底予想～』（シアターセブン）
- 2月17日：『びばうま会議～どこよりも早いフェブラリーステークス予想～』（シアターセブン）
- 2月22日：『VIVAJO8スペシャルライブ』（京都競馬場）
- 5月29日：『びばうま会議～日本ダービー予想～』（シアターセブン）無観客ネット生配信
- 6月25日：『びばうま会議～宝塚記念予想～』（シアターセブン）無観客ネット配信
- 8月8日 ：『道頓堀夏舞台「三楽」第2弾』（道頓堀ZAZA）無観客ネット配信
- 8月22日：『びばうま会議～札幌記念予想～』（シアターセブン）無観客ネット生配信

#### TV

##### 2018年
- 4月11日：テレビ朝日『お願い!ランキング（私って美人ですよね?～なんで仕事がないんだろう??～）』（黒沢綾佳）

##### 2019年
- 5月20日・6月4日：テレビ朝日『全力坂』（松井リオ）

#### ドラマ
- 2019年11月：関西テレビ『猪又進と8人の喪女〜私の初めてもらってください〜』第4話・第6話（VIVAJO8役）

#### ラジオ
- 2018年10月26日：ラジオ大阪『OBCドラマティック競馬金曜版 そのだ金曜ナイター中継』（松井リオ）
- 2020年5月22日：ラジオ大阪『そのだ金曜ナイター生中継!』（松井リオ）

#### 配信
- YouTube：『VIVAJO8 競馬チャンネル』[28]
- カンテレドーガ：『うまンchu Presents VIVAJO8の How to 競馬』[29]
- AbemaTV：『お願い!ランキング（私って美人ですよね?～なんで仕事がないんだろう??～）』（黒沢綾佳）
- RakutenLIVE：『びばうまTV』

#### WEB
- 『つづきは三重で あそぶ～女子旅編～』（松井リオ、藤本佳恵）

### スタッフ
- 石田秀樹（関西テレビ・スポーツ局 スポーツ事業部）
- 澤田淳司（関西テレビ・スポーツ局 うまンchu♡ プロデューサー）
- 豊田深介（ワオエージェンシーWEST プロデューサー）

#### オーディション審査員
- こいで（シャンプーハット）
- 安藤勝己（競馬評論家、元騎手）
- 金子正男（日本ご当地アイドル活性協会 代表）
- 岩部彰（ミサイルマン）
- 西代洋（ミサイルマン）
- 西澤昭男（ワオ・コーポレーション 代表取締役社長）
- 安渕修（関西テレビ・スポーツ局 局長）